# Ґері Ширер
Ґері Ширер (англ. Gary Sheerer, 18 лютого 1947) — американський ватерполіст.
Бронзовий призер Олімпійських Ігор 1972 року, учасник 1968 року.
Переможець Панамериканських ігор 1967 року.